# Pristimantis maculosus
Pristimantis maculosus är en groddjursart som först beskrevs av Lynch 1991.  Pristimantis maculosus ingår i släktet Pristimantis och familjen Strabomantidae. IUCN kategoriserar arten globalt som starkt hotad. Inga underarter finns listade i Catalogue of Life.